# Side
|  | Pel que fa a la ciutat de Lacònia, vegeu Side (Lacònia) |

Side o Sida és un poble turc a la província d'Antalya, organitzat com un mahalle del districte de Manavgat. Actualment és un complex turístic. Les seves restes arqueològiques foren excavades pels turcs entre 1947 i 1966.

## Història

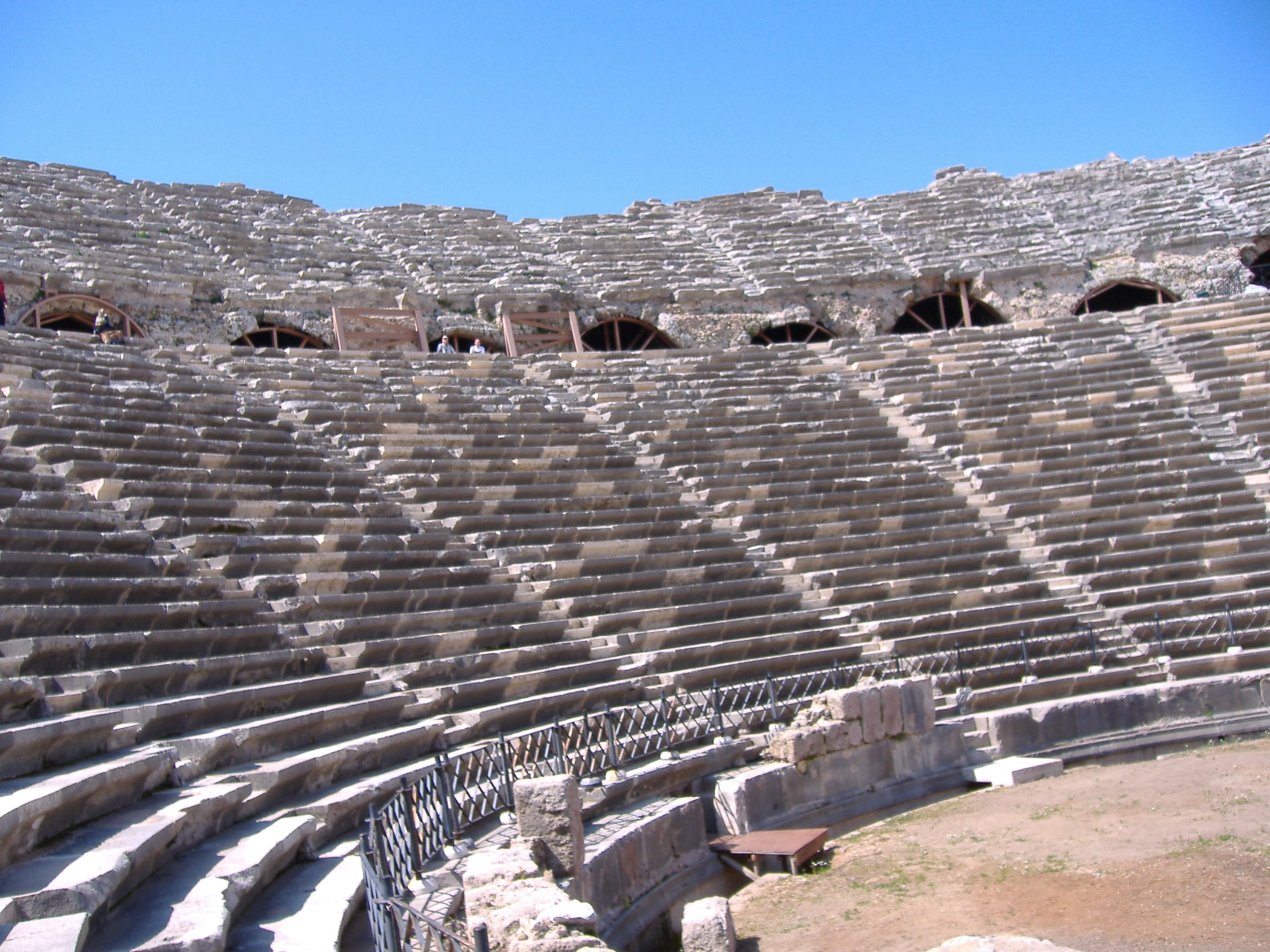
El teatre de Side

Side (grec antic: Σίδη; llatí: Sīda, ae) fou una ciutat a la costa de Pamfília, a l'oest del riu Melas. Fou una colònia de Cime (Eòlia). Els colons devien ser poc nombrosos i es van barrejar amb la població local, i parlaven una llengua barrejada i deformada que no entenien ni els grecs ni els pàmfils, el sidètic.
Va romandre ciutat autònoma sota poder de Pèrsia, i el 334 aC es va sotmetre a Alexandre el Gran i va rebre una guarnició macedònica. Després, fou d'Antígon el Borni i dels selèucides. Sota Antíoc III el Gran, es va lliurar prop de Side una batalla naval contra els rodis (Pamfilides i Eudam comandants de sengles estols de guerra rodis), que van obtenir una gran victòria. Durant molt de temps, la seva vida interna va estar marcada per la rivalitat amb la ciutat d'Aspendos.
Al segle i, fou un niu de pirates, una de les seves principals bases a la Mediterrània, i mercat d'esclaus fins que va passar a Roma i va romandre una ciutat de certa importància que, al segle iv, fou la capital de la província de Pamfília.
La divinitat local fou Atena.

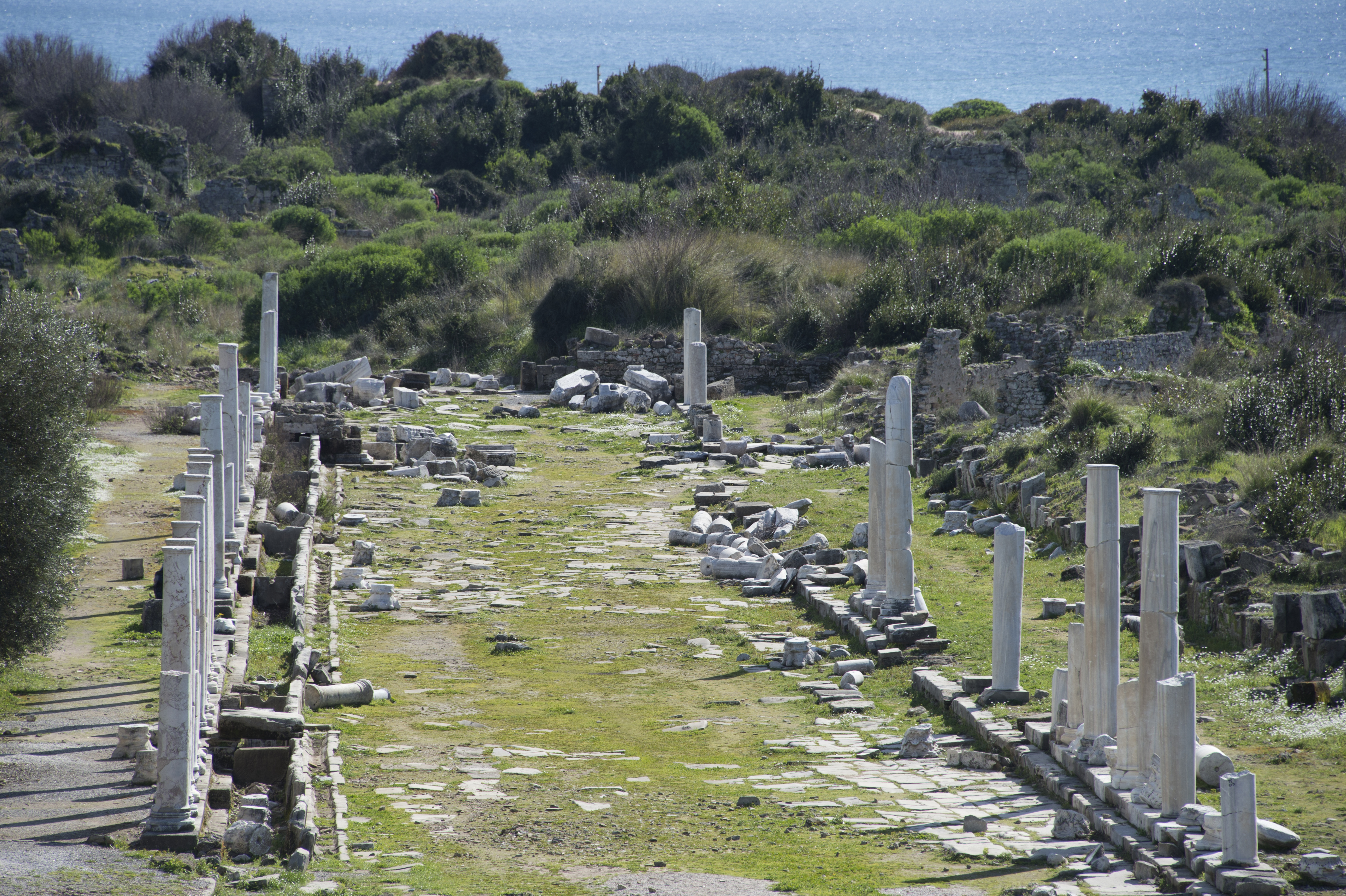
Carrer amb restes de voreres, columnes i paviment

D'aquella època, en queden restes de l'àgora, un temple, muralles, portes, columnes, teatre (el més gran i ben conservat de l'Àsia Menor) i el port, així com alguns edificis.